# Evaristo Valle
Evaristo Valle (Gijón, 11 de julio de 1873-ibíd., 29 de enero de 1951) fue un pintor español.

## Biografía
A los diez años se trasladó a vivir a San Juan de Puerto Rico, regresando a su Asturias natal, a los pocos meses a causa del fallecimiento de su padre. Tras trabajar en una casa de banca, una refinería de petróleo y en una litografía se marchó a París en 1896. Allí, siendo vecino de Amedeo Modigliani, se ganó la vida como pintor. En 1900 regresó a España, tomando la decisión de dedicarse en exclusiva a la pintura.
Al recibir en 1903 una pensión del Ayuntamiento de Gijón se trasladó nuevamente a París, de donde regresó en 1905. En 1912, al fallecer su madre, se encerró en su casa durante años, debido a que su agorafobia se agudizó. Durante este período escribió obras de teatro y novelas. En 1919 publicó la novela Oves e Isabel. Decepcionado por las ventas tiró al mar todos los ejemplares que le quedaban. En 1935 escribió El Sótano, una comedia dramática en dos actos que se inspiraba en la Revolución de octubre de 1934 en Asturias. Esta obra no llegó a ser publicada en vida del autor.

"A Evaristo Valle no se le puede encuadrar en ninguna escuela pictórica, ya que a pesar de que se adivinan en sus obras diversas influencias, estas forman parte más bien de un entramado común que de un estilo concreto. Su pintura destaca por una gran riqueza cromática y un fino sentido del humor". Avelino Mallo.

En 1981, el Museo dedicado a él por su sobrina María Rodríguez del Valle pasó a convertirse en la Fundación Museo Evaristo Valle, situada en la parroquia de Somió, en Gijón.

## Obras destacadas
- Baile de carnaval (1934)
- Carnavalada (1930)
- Máscaras en el campo (1944)
- Cipriano, el hojalatero (1945)
- Las tres brujas (1945)
- Carnavalada de los lobos (1949)

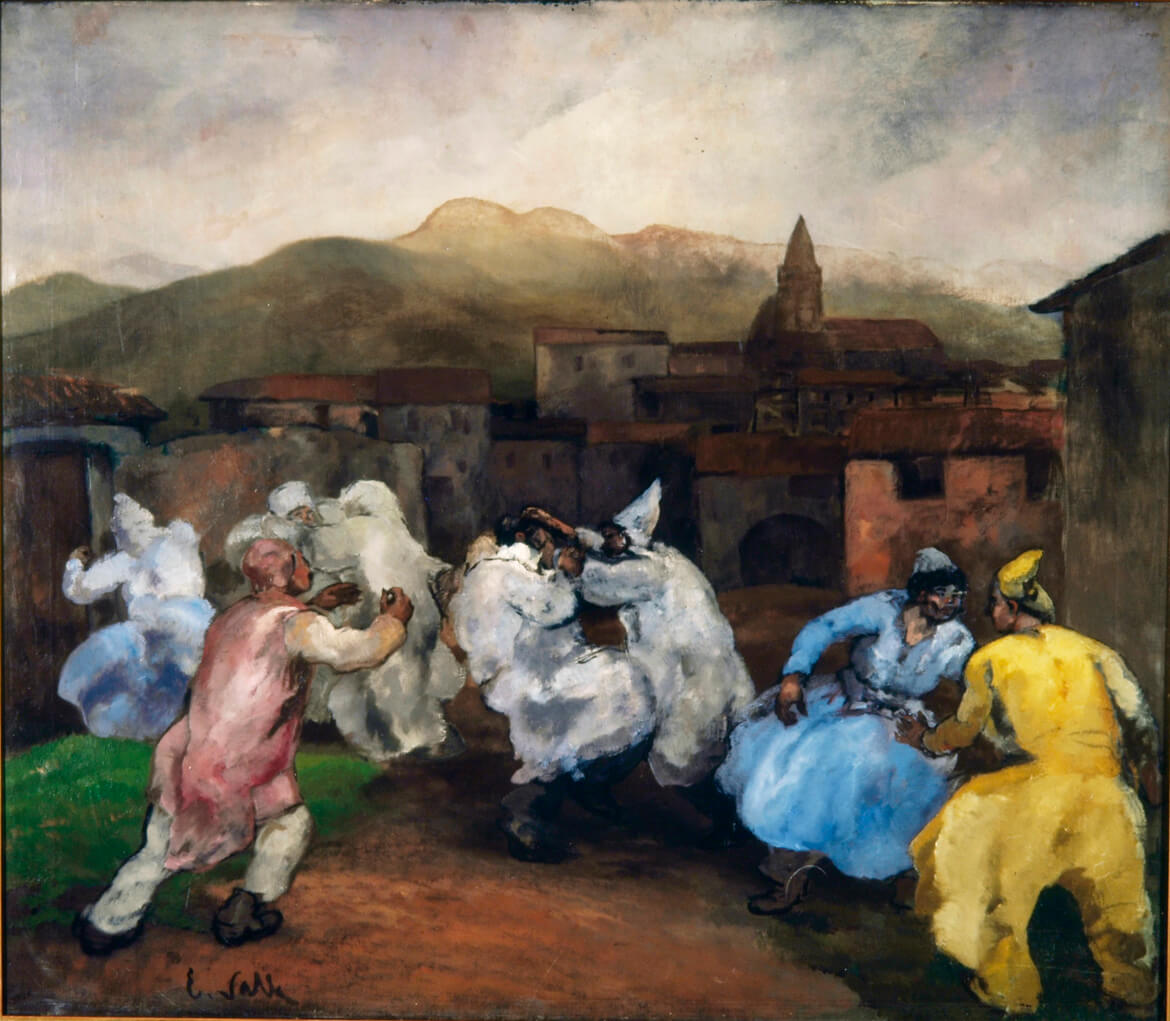
Carnavalada de Oviedo (1928). Óleo sobre lienzo expuesto en el Museo de Bellas Artes de Asturias.

- Mi amigo Pedro, el pescador (1946)
- La mujer de azul (1950)
- Tipos de mar (1950)